# 우사미 마코토
우사미 마코토(일본어: 宇佐美まこと, 1957년 5월 27일 ~)는 일본의 추리 소설 작가이다. 2007년에 《룸비니의 아이》로 제1회 '유幽' 괴담문학상 단편 부문 대상을 수상하여 데뷔하였다. 2017년 장편 추리 소설 《어리석은 자의 독》으로 제70회 일본추리작가협회상 '장편 및 연작 단편집 부문'을 수상하였다. 2020년 《전망탑의 라푼젤》로 제33회 야마모토 슈고로상 후보에 올랐다.

## 한국 출간 작품 목록

### 소설
- 어리석은 자의 독(愚者の毒, 2016)
  - 이연승 역, 블루홀식스, 2020, ISBN 9791189571399
- 소녀들은 밤을 걷는다(少女たちは夜歩く, 2018)
  - 김은모 역, 현대문학, 2020, ISBN 9788972751762
- 전망탑의 라푼젤(展望塔のラプンツェル, 2019)
  - 이연승 역, 블루홀식스, 2022, ISBN 9791189571764
- 밤의 소리를 듣다(夜の声を聴く, 2020)
  - 이연승 역, 블루홀식스, 2023, ISBN 9791189571917
- 아이는 무서운 꿈을 꾼다(子供は怖い夢を見る, 2021)
  - 이연승 역, 블루홀식스, 2024, ISBN 9791193149300